# Haplolambda
Haplolambda — вимерлий рід пантодонтових ссавців родини Barylambdidae з палеоцену Північної Америки, що містить два види: H. quinni, відомий з Колорадо, і H. simpsoni з Юти.